# Shannonomyia nebrioptera
Shannonomyia nebrioptera är en tvåvingeart som beskrevs av Alexander 1979. Shannonomyia nebrioptera ingår i släktet Shannonomyia och familjen småharkrankar.
Artens utbredningsområde är Ecuador. Inga underarter finns listade i Catalogue of Life.